# Halterofilismo nos Jogos Olímpicos de Verão de 2000
O halterofilismo nos Jogos Olímpicos de Verão de 2000 foi realizado em  Sydney, na Austrália, entre 16 e 26 setembro, com 15 eventos disputados. Um total de 246 atletas de 76 nações participou. As competições foram realizadas no Sydney Convention and Exhibition Centre. Pela primeira vez as mulheres puderam competir, em sete classes de peso. O programa masculino foi reduzido de 10 para 8 eventos, a fim de abrir espaço para a competição feminina. Houve restrições nas inscrições dos eventos femininos, permitindo que cada nação inscrevesse mulheres em, no máximo, quatro das sete classes, para evitar que algumas nações dominassem as competições.

## Eventos do halterofilismo
Masculino: até 56 kg | até 62 kg | até 69 kg | até 77 kg | até 85 kg | até 94 kg | até 105 kg | acima de 105 kg

Feminino: até 48 kg | até 53 kg | até 58 kg | até 63 kg | até 69 kg | até 75 kg | acima de 75 kg

## Masculino

### Até 56 kg masculino
| Pos. | País          | Atletas          | Marca    |
| ---- | ------------- | ---------------- | -------- |
|      | Turquia (TUR) | Halil Mutlu      | 305,0 kg |
|      | China (CHN)   | Wu Wenxiong      | 287,5 kg |
|      | China (CHN)   | Zhang Xiangxiang | 287,5 kg |

### Até 62 kg masculino
| Pos. | País               | Atletas            | Marca    |
| ---- | ------------------ | ------------------ | -------- |
|      | Croácia (CRO)      | Nikolaj Pešalov    | 325,0 kg |
|      | Grécia (GRE)       | Leonidas Sampanis  | 317,5 kg |
|      | Bielorrússia (BLR) | Guennadi Oleshchuk | 317,5 kg |

### Até 69 kg masculino
| Pos. | País               | Atletas          | Marca    |
| ---- | ------------------ | ---------------- | -------- |
|      | Bulgária (BUL)     | Galabin Boevski  | 357,5 kg |
|      | Bulgária (BUL)     | Georgi Markov    | 352,5 kg |
|      | Bielorrússia (BLR) | Serguei Lavrenov | 340,0 kg |

### Até 77 kg masculino
| Pos. | País          | Atletas        | Marca    |
| ---- | ------------- | -------------- | -------- |
|      | China (CHN)   | Zhan Xugang    | 367,5 kg |
|      | Grécia (GRE)  | Viktor Mitrou  | 367,5 kg |
|      | Armênia (ARM) | Arsen Melikian | 365,0 kg |

### Até 85 kg masculino
| Pos. | País           | Atletas          | Marca    |
| ---- | -------------- | ---------------- | -------- |
|      | Grécia (GRE)   | Pyrros Dimas     | 390,0 kg |
|      | Alemanha (GER) | Marc Huster      | 390,0 kg |
|      | Geórgia (GEO)  | George Assanidze | 390,0 kg |

### Até 94 kg masculino
| Pos. | País          | Atletas             | Marca    |
| ---- | ------------- | ------------------- | -------- |
|      | Grécia (GRE)  | Akakios Kakiasvilis | 405,0 kg |
|      | Polônia (POL) | Szymon Kołecki      | 405,0 kg |
|      | Rússia (RUS)  | Alexei Petrov       | 402,5 kg |

### Até 105 kg masculino
| Pos. | País           | Atletas          | Marca    |
| ---- | -------------- | ---------------- | -------- |
|      | Irã (IRI)      | Hossein Tavakoli | 425,0 kg |
|      | Bulgária (BUL) | Alan Tsagaev     | 422,5 kg |
|      | Catar (QAT)    | Said Saif Asaad  | 420,0 kg |

### Acima de 105 kg masculino
| Pos. | País           | Atletas           | Marca    |
| ---- | -------------- | ----------------- | -------- |
|      | Irã (IRI)      | Hossein Rezazadeh | 472,5 kg |
|      | Alemanha (GER) | Ronny Weller      | 467,5 kg |
|      | Rússia (RUS)   | Andrei Chemerkin  | 462,5 kg |

## Feminino

### Até 48 kg feminino
| Pos. | País                 | Atletas             | Marca    |
| ---- | -------------------- | ------------------- | -------- |
|      | Estados Unidos (USA) | Tara Nott           | 185,0 kg |
|      | Indonésia (INA)      | Raema Lisa Rumbewas | 185,0 kg |
|      | Indonésia (INA)      | Sri Indriyani       | 182,5 kg |

### Até 53 kg feminino
| Pos. | País               | Atletas              | Marca    |
| ---- | ------------------ | -------------------- | -------- |
|      | China (CHN)        | Yang Xia             | 225,0 kg |
|      | Taipé Chinês (TPE) | Li Feng-Ying         | 212,5 kg |
|      | Indonésia (INA)    | Winarni Binti Slamet | 202,5 kg |

### Até 58 kg feminino
| Pos. | País                  | Atletas           | Marca    |
| ---- | --------------------- | ----------------- | -------- |
|      | México (MEX)          | Soraya Jiménez    | 222,5 kg |
|      | Coreia do Norte (PRK) | Ri Song Hui       | 220,0 kg |
|      | Tailândia (THA)       | Khassaraporn Suta | 210,0 kg |

### Até 63 kg feminino
| Pos. | País         | Atletas              | Marca    |
| ---- | ------------ | -------------------- | -------- |
|      | China (CHN)  | Chen Xiaomin         | 242,5 kg |
|      | Rússia (RUS) | Valentina Popova     | 235,0 kg |
|      | Grécia (GRE) | Ioanna Chatziioannou | 222,5 kg |

### Até 69 kg feminino
| Pos. | País          | Atletas           | Marca    |
| ---- | ------------- | ----------------- | -------- |
|      | China (CHN)   | Lin Weining       | 242,5 kg |
|      | Hungria (HUN) | Erzsébet Márkus   | 242,5 kg |
|      | Índia (IND)   | Karnam Malleswari | 240,0 kg |

### Até 75 kg feminino
| Pos. | País               | Atletas       | Marca    |
| ---- | ------------------ | ------------- | -------- |
|      | Colômbia (COL)     | María Urrutia | 245,0 kg |
|      | Nigéria (NGR)      | Ruth Ogbeifo  | 245,0 kg |
|      | Taipé Chinês (TPE) | Kuo Yi-Hang   | 245,0 kg |

### Acima de 75 kg feminino
| Pos. | País                 | Atletas        | Marca    |
| ---- | -------------------- | -------------- | -------- |
|      | China (CHN)          | Ding Meiyuan   | 300,0 kg |
|      | Polônia (POL)        | Agata Wróbel   | 295,0 kg |
|      | Estados Unidos (USA) | Cheryl Haworth | 270,0 kg |

## Quadro de medalhas
| Pos.                | País                | Ouro | Prata | Bronze | Total |
| ------------------- | ------------------- | ---- | ----- | ------ | ----- |
| 1                   | CHN China           | 5    | 1     | 1      | 7     |
| 2                   | GRE Grécia          | 2    | 2     | 1      | 5     |
| 3                   | IRI Irã             | 2    | 0     | 0      | 2     |
| 4                   | BUL Bulgária        | 1    | 2     | 0      | 3     |
| 5                   | USA Estados Unidos  | 1    | 0     | 1      | 2     |
| 6                   | COL Colômbia        | 1    | 0     | 0      | 1     |
| 6                   | CRO Croácia         | 1    | 0     | 0      | 1     |
| 6                   | MEX México          | 1    | 0     | 0      | 1     |
| 6                   | TUR Turquia         | 1    | 0     | 0      | 1     |
| 10                  | GER Alemanha        | 0    | 2     | 0      | 2     |
| 10                  | POL Polônia         | 0    | 2     | 0      | 2     |
| 12                  | INA Indonésia       | 0    | 1     | 2      | 3     |
| 12                  | RUS Rússia          | 0    | 1     | 2      | 3     |
| 14                  | TPE Taipé Chinês    | 0    | 1     | 1      | 2     |
| 15                  | PRK Coreia do Norte | 0    | 1     | 0      | 1     |
| 15                  | HUN Hungria         | 0    | 1     | 0      | 1     |
| 15                  | NGR Nigéria         | 0    | 1     | 0      | 1     |
| 18                  | BLR Bielorrússia    | 0    | 0     | 2      | 2     |
| 19                  | ARM Armênia         | 0    | 0     | 1      | 1     |
| 19                  | QAT Catar           | 0    | 0     | 1      | 1     |
| 19                  | GEO Geórgia         | 0    | 0     | 1      | 1     |
| 19                  | THA Tailândia       | 0    | 0     | 1      | 1     |
| 19                  | IND Índia           | 0    | 0     | 1      | 1     |
| Total (23 entradas) | Total (23 entradas) | 15   | 15    | 15     | 45    |